# バア・アペル・マリコ
バア・アペル・マリコ（Va'a Apelu Maliko、2001年10月24日 - ）は、サモアのラグビーユニオン選手。

## プロフィール
- サモア・アピア出身[1]。
- ポジションはセンター(CTB)。
- 身長 181cm、体重 89kg

## 略歴
2024年、パリ2024五輪の7人制サモア代表に選ばれて主将を務めた。